# Виля Реал (окръг)
Виля Реал е един от 18-те окръга на Португалия. Площта му е 4308 квадратни километра, а населението – 191 383 души (по приблизителна оценка от декември 2019 г.). Разделен е допълнително на 14 общини, които са разделени на 268 енории.